# Гришукевич Леонід Іванович
Леонід Іванович Гришукевич (30 березня 1978, м. Мінськ, СРСР) — білоруський хокеїст, воротар. Майстер спорту міжнародного класу. 
Вихованець СДЮШОР «Юність» (Мінськ). Виступав за «Юність» (Мінськ), «Керамін» (Мінськ), «Юніор» (Мінськ), «Хімволокно» (Могильов), «Металург» Жлобин, «Гомель».
У складі національної збірної Білорусі провів 22 матчі і пропустив 52 шайби; учасник зимових Олімпійських ігор 1998, чемпіонату світу 2002 (дивізіон I). У складі молодіжної збірної Білорусі учасник чемпіонатів світу 1996 (група C) і 1997 (група C).
Досягнення
- Чемпіон СЄХЛ (2003)
- Чемпіон Білорусі (2002, 2004, 2012), срібний призер (1999, 2000, 2003), бронзовий призер (2005, 2011)
- Володар Кубка Білорусі (2002, 2004, 2011), фіналіст (2010).